# جوديث لودج
جوديث لودج هي مصورة كندية، ولدت في 25 يوليو 1941 في سانت بول في الولايات المتحدة.